# Аранда (народність)

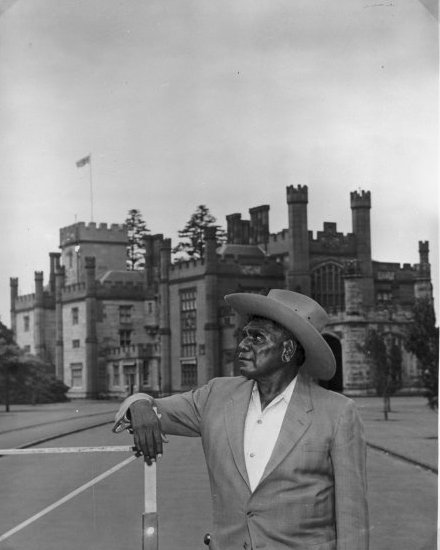
Художник Альберт Наматжира був представником західних аранда.

Аранда, арунта (англ. Arrernte) — австралійське плем'я, яке проживає в районі міста Аліс-Спрингс. Чисельність близько 2 тис. чоловік (станом на початок XXI століття). Розмовляють мовами арандської групи пама-н'юнганської мовної сім'ї. Раніше були кочівниками-збирачами та мисливцями. Розповсюджене малярство у вигляді геометричних композицій. Як традиційні форми соціально-політичної організації були характерні локальні групи в поєднанні з об'єднаннями культового характеру (тотемічні групи) та екстериторіальні екзогамні об'єднаннями (матрилінійні фратрії та шлюбні класи). Етнографи, що працювали серед аранда в період до втрати ними своєї автономії, зафіксували виражену статеву нерівність (яскраво виражене домінування над жінками з боку чоловіків) і нерівність вікових груп. У наш час[коли?] аранда беруть активну участь у рухах австралійських аборигенів за свої права.

## Відомі представники
Один найвідоміших представників аранда — художник Альберт Наматжира (1902—1959).